# John Sarsfield Casey
Pour les articles homonymes, voir Casey.
Cet article possède un paronyme, voir John Casey.
John Sarsfield Casey, né le 2 mars 1846 à Mitchelstown et mort le 23 avril 1896 à Limerick, est un patriote irlandais.

## Biographie
Un des leaders des Fenians, il est capturé à Londres avec Richard O'Sullivan Burke et emprisonné à Clerkenwell. Par l'entremise de complices, il s'évade (1867) mais Burke est repris. 
De nouveau prisonnier, il est déporté en Australie et, après l'amnistie, revient en Irlande où il devient homme politique. 
On lui doit un récit de ses aventures : The Galtee Bay : A Fenian Prison Narrative. 
Jules Verne le mentionne ainsi que son rôle dans les événements des Fenians dans son roman Les Frères Kip (partie 2, chapitre X).